# جاك ياسمين
جاك ياسمين (بالفرنسية: Jasmin)‏ هو كاتب وشاعر فرنسي، ولد في 16 مارس 1798 في أجان في فرنسا، وتوفي بنفس المكان في 4 أكتوبر 1864.

## وصلات خارجية
- جاك ياسمين على موقع الموسوعة البريطانية (الإنجليزية)
- جاك ياسمين على موقع إن إن دي بي (الإنجليزية)